# Frosties

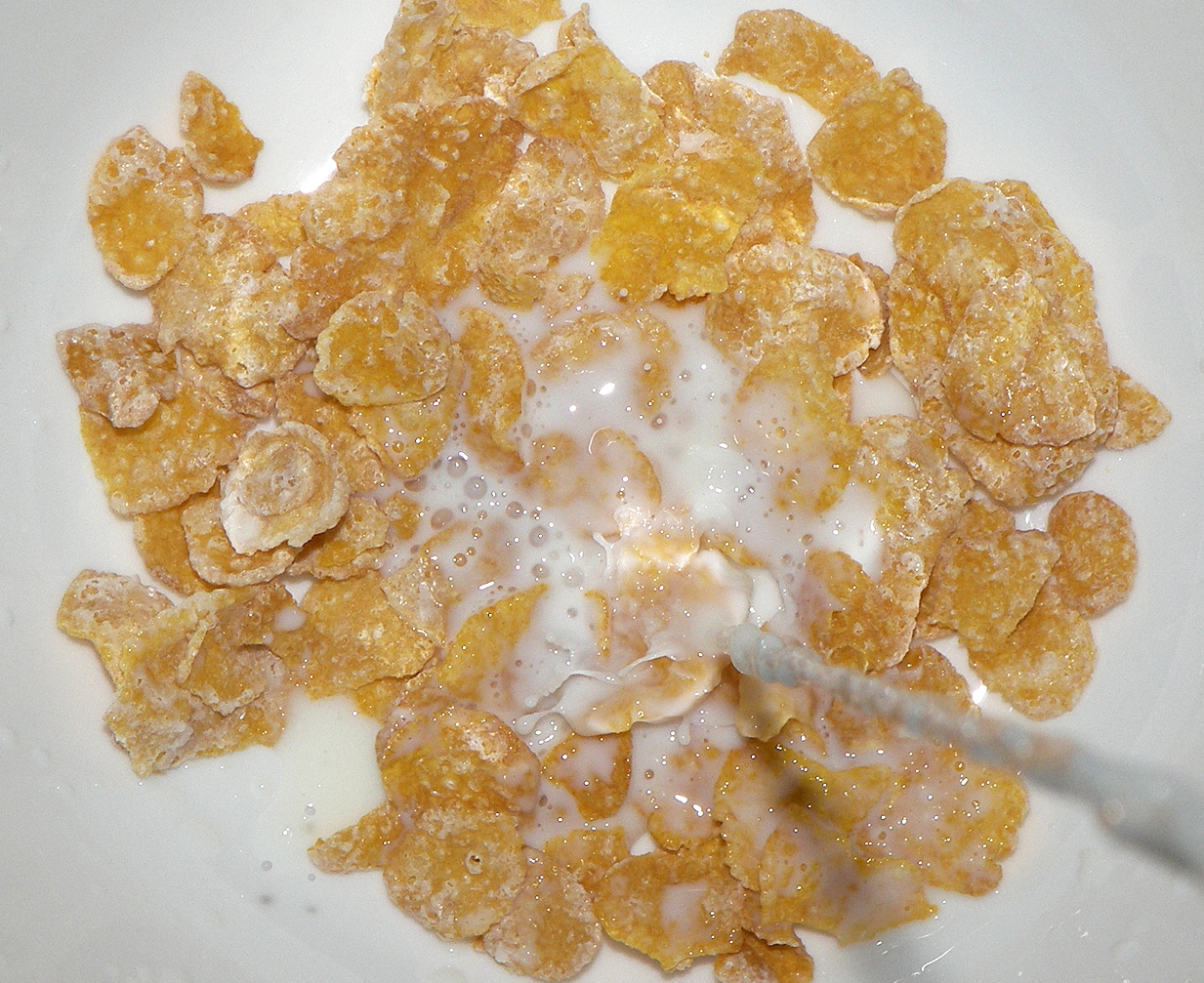
Frosties avec du lait.

Frosties (Frosted Flakes aux États-Unis et au Canada) est une marque de céréales de petit-déjeuner qui est produite par Kellogg’s depuis 1951 et en France depuis 1982. Il s’agit de flocons de maïs (corn flakes) glacés au sucre.
Une mascotte, le tigre Tony (en), a été développée à des fins promotionnelles. Par le passé, le basketteur français Tony Parker a fait plusieurs apparitions sur l’emballage des Frosties [réf. nécessaire].
D’après Open Food Facts, la note Nutri-score de ce produit est D.